# 짧은뿔새우과
짧은뿔새우과(Processidae)는 십각목 생이하목에 속하는 갑각류과의 하나이다. 짧은뿔새우상과(Processoidea)의 유일한 과로 5개 속, 65종을 포함하고 있다.

## 분류
- Ambidexter Manning & Chace, 1971
- Clytomanningus Chace, 1997
- Hayashidonus Chace, 1997
- Nikoides Paul'son, 1875
- Processa Leach, 1815